# Mariama Ceesay
Mariama Ceesay (geb. am 22. Januar 1998) ist eine gambische Fußballspielerin.

## Verein
Seit mindestens 2012 spielt Ceesay für die Red Scorpions. Ende April 2016 wurden sie und mehrere andere Spielerinnen der Red Scorpions von der Gambia Football Federation (GFA) wegen eines Angriffs auf Schiedsrichter für zwölf Monate gesperrt und das Team musste in der Saison 2016/2017 in der zweiten Liga antreten. Danach spielte sie weiter für die Red Scorpions.

## Nationalteam
2009 gehörte sie einer Vorauswahl an, aus der ein gambisches Nationalteam der Frauen entstehen sollte.
2012 war Ceesay als Ersatztorhüterin für die U-17-Fußball-Weltmeisterschaft der Frauen in Aserbaidschan nominiert, für die sich das U-17-Team qualifiziert hatte. Das Team verlor alle drei Gruppenspiele deutlich und wurde Gruppenletzter. Ceesay stand beim dritten Gruppenspiel gegen Frankreich im Tor, das 2:10 endete.
Ende Januar 2014 sollte sie in einem Freundschaftsspiel gegen Guinea-Bissau eingesetzt werden, das jedoch kurzfristig abgesagt wurde. Im August 2017 stand sie für ein Freundschaftsspiel gegen Kap Verde im Kader des gambischen Nationalteams der Frauen, das ebenfalls abgesagt wurde.
Am 16. September 2017 stand sie für das Team beim ersten offiziellen internationalen Spiel gegen Guinea Bissau auf dem Platz.
Bei der Qualifikation für den Afrika-Cup der Frauen 2018 trat sie mit dem gambischen Team an und wurde in beiden Spielen der Hinrunde gegen Burkina Faso eingesetzt. Das Team schied in der zweiten Runde gegen Nigeria aus, das später den Titel gewann.